# 탐닉
탐닉(耽溺, addiction)은 부정적 결과에도 불구하고 보수계 자극의 충동적 작용을 거듭하는 것으로 특징지어지는 뇌기능 장애다. 여러 가지 심리적 요인이 작용하지만, 기본적으로 탐닉성 자극에 반복적으로 노출됨으로써 진행되는 생물학적 과정이 탐닉을 유발하고 또한 유지시키는 기본적 병리라고 할 수 있다. 모든 탐닉성 자극은 양성 보강 작용(i.e. 자극에 노출된 사람이 반복적으로 노출될 가능성을 높인다)과 본질적 보수성(i.e. 그 자체로 긍정적이거나 욕망의 대상이거나 쾌락을 유발하는 것으로 인지된다)을 특성으로 갖는다. 한자 문화권에서는 탐닉을 흔히 중독이라고 부르는 경우가 많으나, 중독과 탐닉은 서로 다른 별개의 개념으로 다루어질 필요성이 있다.

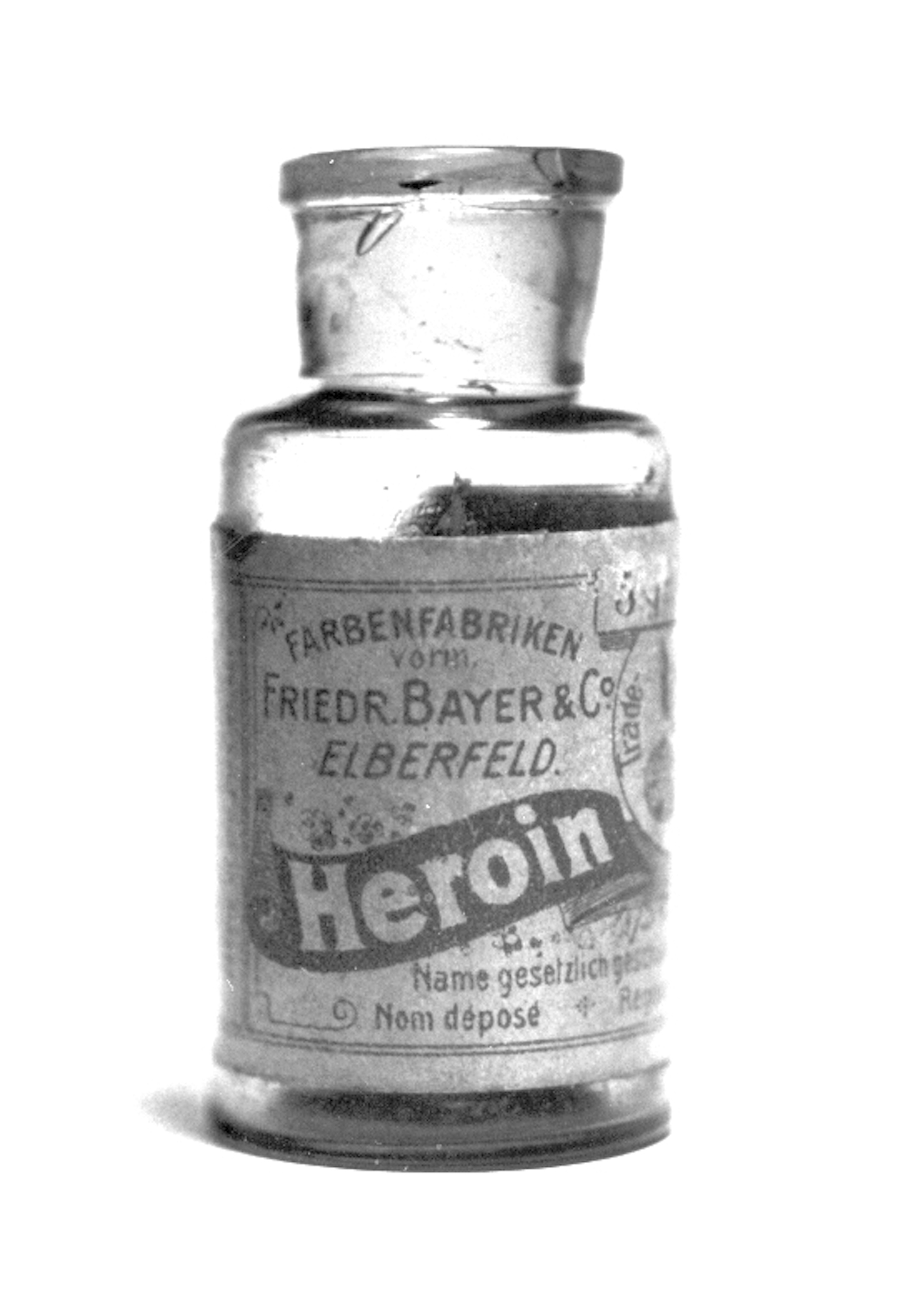
탐닉성이 있는 약물,
헤로인 병.

탐닉은 높은 수준의 탐닉성 자극(e.g. 약물, 성행위, 도박 등)에 만성적으로 노출됨으로써 전사와 후생유전적 기작을 통하여 발생하게 되는 뇌의 보수계의 장애이다. 모든 행동탐닉 및 약물탐닉의 형성에는 유전자 전사 인자 중 하나인 ΔFosB가 치명적이고 공통적인 요인으로 작용한다. 탐닉에 있어서 ΔFosB의 역할을 20여년 간 연구한 결과 탐닉의 발생과 그에 수반하는 충동적 행동이 전뇌 측좌핵의 D₁ 중형 다극신경원에 ΔFosB가 과잉 표현되는 것과 함께 나타난다는 것이 밝혀졌다. ΔFosB 표현은 탐닉과의 사이에 이러한 인과성 상관관계가 있기에 탐닉의 전임상적 생물지표로 사용된다. 이 신경원들에 ΔFosB가 표현됨으로써 약물의 자가투여와 보상 민감화가 양성 보강을 통해 증가함과 동시에 혐오성 민감도는 감소한다.
탐닉증은 개인 및 사회에 지극히 큰 재산피해 및 인명피해를 입힌다. 그 피해에는 탐닉성 약물 자체의 직접적 해악과, 거기에 수반하는 의료비용, 장기적 합병증(e.g. 흡연으로 인한 폐암, 음주로 인한 간경화 등), 뇌의 신경가소성의 기능적 변형, 생산성의 총체적 저하 등이 모두 포함된다. 탐닉의 고전적 특징으로는 특정 물질이나 행동에 대한 자제력 감손, 그 물질 또는 행동에 대한 집착, 그리고 부정적 결과에도 불구하고 사용을 멈출 수 없음 등이 꼽힌다. 탐닉과 유관한 습관 및 행동양식은 일반적으로 즉각적 만족감(단기간적 보상)과 그에 비해 오래 지속되는 해로운 효과(장기간적 비용)으로 특징지어진다.

## 징후 및 증상
약물 중독의 징후 및 증상은 탐닉 유형에 따라 다양할 수 있다. 증상은 다음과 같다.
- 결과를 알고도 약물 사용을 계속함[21]
- 약물 구입에서 재정 상태 무시
- 약물의 안정적 공급 강화
- 시간이 경과하면서 비슷한 효과를 달성하기 위한 더 많은 약물 필요[21]
- 약물 사용으로 인한 사회적 직장 생활에의 악영향[21]
- 약물 중단 시도 실패[21]
- 정기적 약물 사용 강박

여러 차원을 통하여 약물 중독을 범주화할 수 있다.
| 행동적 변화 | 신체적 변화 | 사회적 변화 |
| --- | --- | --- |
| - 분노와 짜증 - 섭식 혹은 수면 습관 변화 - 성격과 태도 변화 - 출근 및 출석 빈도 저하 혹은 직장 및 학업 성취 저하 - 까닭 없는 공포, 편집, 불안 - 빈번한 갈등 발생(싸움, 범법 행동) - 기분 및 기질의 빈번한 혹은 갑작스러운 변화 - 특정 행동 은폐 혹은 거절 - 동기 결여 - 주기적 과잉행동 - 부적절한 상황에서의 약물 사용 | - 비정상적인 동공 크기 - 눈 충혈 - 몸 악취 - 운동협응 문제 - 주기적 떨림 - 신체 외형 악화 - 흐릿한 언사 - 체중 급변 | - 취미 변화 - 재정 상태 변화(설명되지 않는 돈 필요) - 약물 남용 관련 법적 문제 - 친구 및 동료 급변 - 개인적 관계에 끼칠 영향에도 불구한 물질 사용 |

## 신경심리학
조작적 조건화와 고전적 조건화와 관련된 인지통제와 자극통제는 개인의 유도된 행동(elicited behavior)의 통제를 둘러싸고 경합하는 반대과정을 보여준다. (예 : 내적 대 외적, 혹은 내적 환경 대 외적 환경) 인지통제, 특히 행동에 가해지는 억제통제(inhibitory control)는 중독이나 주의력결핍 과잉행동장애(attention deficit hyperactivity disorder) 환자에게서 이상이 보인다. 자극통제와 같이 특정 보상자극과 연관된 자극추동 행동반응(stimulus-driven behavioral response)은 중독에 빠진 개인의 행동을 지배하는 경향이 있다.

## 행동 중독
행동 중독이라는 용어는, 부정적인 결과에도 불구하고 바람직하거나 호소한다는 식으로 표현되는, 선천적으로 보상하게 하는 행동을 말하는 자연보상을 받으려는 강박을 말한다. 자연보상에 반복적으로 과도하게 노출되는 것을 통한 ΔFosB의 발현이 증가하는 것은 약물중독에서 보이는 것과 같은 행동 효과와 신경가소성을 낳는다는 것을 임상전 증거들이 보여주었다.
ΔFosB에 관한 임상연구와 임상전 연구에 대한 평가는 여느 유형의 성교든, 강박적 성행위는 성 의존증과 같은 중독이라고 규명하였다. 게다가 암페타민과 성행위 간의 보상 교차민감화(reward cross-sensitization, 둘 중 어느 한 쪽에 노출되어도 양쪽 모두에 대한 욕구가 증가하는 것)는 전임상적으로 그리고 임상적으로 도파민 조절장애 증후군을 발생시켜왔다고 증명되어 왔다. ΔFosB 발현은 교차민감화 영향에 대하여 필수적인데, 이는 ΔFosB 발현 수치를 강화한다.
전임상 연구 리뷰는 고지방이나 설탕식품을 장기적으로 자주 과도하게 섭취하는 것은 음식중독을 일으킨다는 것을 보여준다. 여기에는 초콜렛이 포함된다. 초콜렛의 달콤한 맛과 화학 재료는 강력한 갈망을 낳거나 중독된 느낌을 준다. 초콜렛을 매우 좋아하는 사람은 스스로를 초코홀릭(chocoholic)이라 부른다. DSM-5에서는 아직 초콜렛을 진단가능한 중독으로 포함시키지 않는다.
도박은 강박행동과 관련되어 있는 자연보상드로, 임상진단 메뉴얼인 DSM-5에서는 중독에 대한 진단 기준을 밝혔다. 도박이 중독 기준을 충족시키는 데에는, 기분수정(mood modification), 강박(compulsivity), 철회(withdrawal) 등이 있다. 기능적 뇌영상을 통해 도박이 보상체계(reward ststem)과 중간변연경로(mesolimbic pathway)를 활성화한다는 증거가 있다. 이와 비슷하게 쇼핑과 비디오게임은 강박행동과 연관되어 왔으며 중간변연경로와 보상체계 기타 부분을 활성화시킨다고 밝혀져 왔다. 이 증거에 따라 도박중독, 비디오게임 중독, 쇼핑중독 등은 적절하게 분류된다.

## 위험요인
중독으로 발전하는데 있어서는 전 인구를 통해 다양한 유전적 환경적 위험요인이 있다. 유전적 위험요인과 환경적 위험요인은 각각 중독 발달 위험성의 절반 정도를 차지한다. 후생적 위험요인에서부터 위험요인 전체에 끼치는 요인이 무엇인지에 대해서는 불명확하다. 비교적 낮은 유전적 위험요인을 가지고 있거나, 몇 주 혹은 몇 달 동안 장기적으로 중독성 약물을 다량 복용하는 경우에도 중독을 일으킬 수 있다.

### 유전적 요인
심리사회적 요인과 같은 환경적 요인과 더불어, 유전적 요인이 중독 취약성의 기여요인이라는 것은 오래전부터 알려져 왔다. 역학연구들에서는 유전적 요인이 알코올중독 요인의 40-60%를 차지한다고 평가한다. 다른 유형의 약물중독 유전가능성은 다른 연구들에서도 지적되어 왔다. 1964년 네슬러(Knestler)는 여러 방식을 통하여 유전자 하나 혹은 여러 유전자 집단이 중독을 일으키는 소인에 원인이 될 수 있다고 가설을 제기하였다. 환경적 요인으로 정상 단백질이 치환된 수치를 가지고 있어도 발달 과정에서 특정 뇌의 뉴런의 구조나 기능을 바꿀 수 있다. 변환된 뉴런들은 최초 약물 사용에 대한 민감성을 변화시킬 수 있다. 이 가설을 지지하여, 동물 연구들에서는 스트레스와 같은 환경적 요인이 동물의 유전자형에 영향을 끼칠 수 있다고 제시하였다.
결국 약물중독으로 발전하는데 있어서 특정 유전자가 관여한다는 것에 관한 데이터는 대부분의 유전자들과 연관되어 있다. 한 원인으로는 일반 변수에 관한 최신 연구의 한 초점때문인 것으로 보인다. 많은 중독 연구들에서는 일반 인구 중 5% 이상에서 보이는 대립유전자에 관한 일반 변수에 주목한다. 그러나 질병과 관련되는 경우 이는 1.1-1.3%의 오즈비 정도 수준에서 추가적인 위험을 수여할 뿐이다. 반대로 전체 인구 1% 미만에서 보이는 유전자는 질환으로의 발달에 더 큰 위험을 증가시킨다.
전 유전자 연합 연구(Genome-wide association study, GWAS)는 의존, 중독, 약물 사용 등과 유전자 연관성을 검사하는데 사용된다. 이러한 연구는 특정 표현형(phenotype)에 관한 유전연관(genetic association)을 발견하는 편견 없는 접근법을 사용, 약물 대사나 반응에 외견상의 관계가 없는 것들을 포함한 DNA 영역 전체에 동일한 중요성을 부가한다. 이러한 연구들에서는 동물 넉아웃 모형(knockout model)과 후보 유전자 분석(candidate gene analysis)을 통하여 묘사되었돈 단백질들로부터 유전자를 확인하는 것은 거의 없다. 대신, 세포부착(cell adhesion)과 같은 과정에 관여하는 유전자 비율은 흔히 확인된다. 이는 이전의 발견이나 GWAS 발견이 오류가 있다는 것을 말하는 것은 아니다. 중요한 내적표현형(endophenotype) 효과는 이러한 방식으로 포착될 수 없다. 또한 약물중독을 위한 GWAS에서 확인된 유전자는 약물 복용 경험들보다 앞서거나 그것들의 뒤에 이어서 혹은 둘 다 두뇌 행동을 맞춰준다.
중독에 있어서 유전학이 수행하는 중요한 역할을 강조하는 연구는 쌍둥이 연구이다. 쌍둥이는 유사하거나 동일한 유전자를 갖는다. 유전학에 관련하여 이러한 유전자를 분석하는 것은 유전학자가 역할 유전자가 중독에 얼마나 많은 일을 수행하는지를 알게 해준다. 쌍둥이에게 수행되는 연구는 쌍둥이 중 한 명만이 중독을 보이지는 않는다는 것이다. 대부분 사례에서, 최소한 쌍둥이 한 명만 중독이 있는 경우, 양쪽이 모두 다 그런 경우, 동일한 약물에 중독된다. 교차 중독(cross addiction)은 소인중독(predisposed addiction)을 가진 경우이며, 다른 것에 중독되기 시작한다. 가족구성원 중 한 명만 중독 내력이 있으면, 친척이나 가까운 가족의 중독 가능성은 더 높다. 2002-2017년 미국 약물중독연구소(National Institute on Drug Abuse)에서 시행한 연구에서, 약물 과다복용으로 인한 사망이 3배 가까이 증가하였다. 2017년 미국에서 72,306명이 약물 과다복용으로 사망하였다고 보고되었다. 2020년 약물 과다복용 사망이 12개월 동안 보고되었다. 81,000명의 과다복용 사망자라 있었고, 2017년부터 기하급수적으로 늘었다.

### 환경적 요인
중독의 환경적 요인은 개인의 중독 취약성이 증가하거나 감소하는 유전적 구성요소들과 상호작용하는 평생의 경험이다. 많은 여러 환경적 요인들은 심리사회학적 스트레스 요인들을 포함한 중독의 위험요인으로서 내포되어 왔다. 미국국립약물남용연구소(National Institute on Drug Abuse, NIDA)는 부모의 지도감독이 없는 상태, 또래친구들의 일상적인 약물남용, 약물 이용 가능성, 빈곤을 유년기와 청소년기 약물 남용의 위험요인이라고 본다. 중독의 두뇌 질병 모델(brain disease model)은 중독성 약물에의 노출이 가장 중대한 환경적 요인이라고 상정한다. 그러나 신경과학자를 포함한 많은 연구자들은 두뇌 질병 모델은 진실을 오도하고 불완전하며 잘못된 설명이라고 지적한다.
부정적 아동기 경험(adverse childhood experience, ACE)은 아동기에 경험한 아동학대이자 가정파괴이다. 미국 질병통제및방역센터(Centers for Disease Control and Prevention)가 수행한 부정적 아동기 경험 연구(Adverse Childhood Experiences Study)는 ACE와 약물 남용 등의 다양한 건강, 사회, 행동 관련 문제 간의 강력한 용량 반응 관계를 보여준다. 신체적 학대, 정서적 학대, 성적 학대, 신체적 방임, 정서적 방임, 가정 내 폭력 목격, 부모 중 한 명이 수감중이거나 정신질환자인 경우 등 엄청난 스트레스 상황에 만성적으로 처하면서, 아이의 신경학적 발달은 지속적으로 뒤틀린다. 그 결과, 아이의 인지기능이나 부정적 혹은 왜곡된 정서 대응 능력에 지장이 발생할 수 있다. 시간이 흐르면서 아이는 주로 청소년기에 약물 남용을 일종의 대응 기제로 활용하게 된다. 학대 및 남용 경험 아동에 관한 900건의 법원 판례 연구에서, 대다수 아동들은 청소년기나 성인기에 중독을 경험하게 된다는 것을 발견하였다. 개인의 삶의 경험과 전문가 도움을 통하여 환경적 요인들을 변화시킴으로써, 유년기 스트레스 경험들을 겪으면서 발생하는 중독으로 빠지는 길을 피할 수 있다. 친구가 약물 남용을 하게 되는 경우 중독으로 빠지는 가능성이 증가한다. 가족 내 갈등과 가정 관리 실패는 알코올이나 기타 약물 복용에 빠지는 요인이기도 하다.

#### 연령
청소년은 중독 발달 취약성이 두드러지는 시기이다. 청소년기에는 인지조절센터 앞에서 두뇌에서의 장려-보상체계(incentive-rewards system)는 성숙한다. 그 결과 이는 행동 의사결정 과정에 있어서 장려-보상체계에 불균형한 힘을 부가한다. 따라서 청소년들은 결과를 헤아리기 전에 충동에 따라 행동하고 위험하거나 중독 가능성 있는 행동을 하게 된다. 청소년들은 약물 사용을 실시하고 유지하려는 가능성이 높을 뿐 아니라, 한번 중독되면 이들은 치료에 저항을 갖게 되고 재반복 하기도 쉽다.
어린 나이에 알코올을 복용하기 시작한 사람들은 나중에 더 의존하기 쉽다는 통계연구도 있다.
약 33%는 15-17세 사이, 18%는 이보다 앞선 나이에 알코올 복용을 경험한다. 알코올 남용이나 의존에 있어, 숫자는 12세 이전에 마시기 시작한 이들로 인하여 높아지기 시작하고 이후에 떨어진다. 예를 들어, 알코올 중독자 중 16%는 12세 이전에 마시기 시작하였지만, 9% 아동만이 15-17세 사이에 알코올에 손대기 시작한다. 21세 이후에 마시기 시작한 사람은 2.6%에 불과하다.
대부분은 10대 때에 처음 중독성약물에 손을 댄다. 미국에서 2013년 280만명 이상이 불법약물에 새로 손을 대어, 하루 평균 7,800명이 불법약물에 처음 접하였다. 이들 중, 54.1%는 18세 미만이었다. 2011년, 미국에서는 약 2,060만명의 12세 이상 인구가 중독에 처하였다. 이들 중 90% 이상은 18세 이전에 음주, 흡연, 약물 복용을 시작하였다.

#### 동반질환
우울, 불안, 주의력결핍 과잉행동장애(ADHD), 외상후스트레스장애(PTSD) 등의 동반성 정신건강 장애(comorbid mental health disorder)를 앓고 있는 개인들은 약물 남용으로 발달할 가능성이 더 높다. 미국국립약물남용연구소는 초기 공격성 행동을 약물남용의 위험요인으로 본다. 전미경제조사회(National Bureau of Economic Research, NBER) 연구에 의하면, 정신질환과 중독성 약물 사용 간의 명백한 연관성이 있으며, 정신건강 문제 환자들 대다수는 약물 사용을 하고 있는데, 38%는 알코올, 44%는 코카인, 40%는 담배인 것으로 나타났다.

### 후생적 요인

#### 세대간 후성유전
후성유전자와 그 산물은 환경 영향이 유전자에 영향을 미치게 하는 요소들이다. 환경적 영향이 부모 중 한 사람의 유전자에 끼치는 영향력이 관련 특성 및 자식의 행동 표현형(behavioral phenotype)(예 : 환경자극에의 행동 반응)에 영향을 줄 수 있다는 세대간 후성유전(transgenerational epigenetic inheritance) 담당 기전이기도 하다. 후생적 기전은 병리학에서도 중요하다. 중독성 자극에 만성적으로 노출되는 것을 통하여서 발생하는 후성유전체로의 변이 중 일부는 세대를 가로질러서 전송되고, 그 결과 어린 아이의 행동에 영향을 준다. 중독성 약물에 대한 아이의 행동 반응은 자연보상이 될 수 있다.
세대간 후생유전에서 나타나는 후성유전적 변이(epigenetic alteration) 일반 등급은 DNA 메틸화, 히스톤단백질변형, microRNA의 상하향조절 등이 있다. 중독으로부터 야기되는 특정 유전가능 후성유전적 변이와 자식 대에서 나타나는 후성유전적 변이로부터의 관련 행동 유전형이 무엇인지를 규명하는 연구가 필요하다. 동물연구로부터 전임상적 증거에 근거하여, 쥐에게서 나타난 특정 중독성 후성유전적 변이가 부모에게서 자식에게 전달되며 자식의 중독 발달 위험성을 줄여주는 행동 유전형을 만든다는 것이 밝혀졌다. 특히 중독에 관한 후성유전적 변이에서 유래하여 부모에게서 자식으로 전송되는 유전가능 행동 유전형은 자식의 중독 가능성을 늘리거나 줄여준다.

남용 경향
남용 경향(Abuse Liability) 혹은 중독 경향(addiction liability)은 비의학적 상황에서의 약물사용 경향을 말한다. 행복감, 기분변화, 진정감을 위하여 나타난다. 약물 사용자가 획득할 수 없는 무언가를 원할 때 남용 경향이 보인다. 무언가를 획득할 수 있는 유일한 방법은 약물 사용을 통해서일 뿐이다. 남용 경향을 살펴보면, 약물 남용 여부의 결정 요인이 다소 있다. 약물의 화학 구성, 두뇌로의 영향, 연령, 취약성, 연구 대상 신체적 정신적 건강이다. 남용 경향을 높이는 화학구성의 약물로는 코카인, 헤로인, 흡입제, LSD, 마리화나, 엑스터시(MDMA), 메타암페타민, PCP, 합성 칸나비노이드, 합성 카티논(목욕소금), 담배, 알코올이 있다.

## 기전
만성적인 중독성 약물 사용은 중피질변연계 투사(mesocorticolimbic projection)에서의 유전자 발현 변이를 야기한다. 이러한 변이를 낳는 가장 중요한 전사인자는 (CREB) 단백질에 엮여있는 고리형 아데노신 일인산(cAMP) 반응 요소인 ΔFosB, 그리고 핵인자 카파비(NF-κB)이다. 중독에 있어 ΔFosB는 가장 유의미한 생물분자기전인데, 이는 측좌핵 내 D1-type 중형돌기 신경세포(medium spiny neuron)에서의 ΔFosB의 과잉발현이 약물중독에서 보이는 신경적응과 행동효과(약물 자가 투여drug self-administration와 보상자각reward sensitization에서의 발현의존 증가expression-dependent increase)에 있어 필요충분조건이기 때문이다. 이러한 ΔFosB 발현은 정적 강화를 통하여 약물 자가 투여와 보상자각을 직접적으로 정적으로 조절하면서 동시에 혐오감에 대한 민감도를 감소시킨다. ΔFosB는 알코올, 암페타민. 치환암페타민, 카나비노이드, 코카인, 메틸페니데이트, 니코틴, 아편, 펜시클리딘, 프로포폴 등의 여러 약물류에 대한 중독을 매개하는 것으로 알려졌다. 전사인자 ΔJunD와 히스톤 메틸기전사효소(histone methyltransferase) G9a는 ΔFosB 기능을 길항하고 ΔFosB 발현 증가를 억제한다. 바이러스매개체가 매개하는 유전자 도입을 통한 측핵 ΔJunD 발현 증가, 혹은 약물적 수단을 통한 G9a 발현 감소, 혹은 폭증은, 중독성 약물의 만성적인 고용량 복용으로 인하여 발생한 신경변이와 행동변이, 즉 ΔFosB로 매개된 변이 대부분을 차단한다.
ΔFosB는 음식, 성, 운동과 같은 자연보상에의 행동반응을 조절하는 데에도 중요한 역할을 한다. 약물 남용, 측핵 내 ΔFosB 유도성 유전자 발현 등의 자연보상, 그리고 이러한 보상들의 만성적 획득은 ΔFosB 과잉발현을 통항 병적 중독과 유사한 상태를 야기한다. 결국 ΔFosB는 자연보상에의 중독, 즉 행동 중독에 있어 핵심 전사인자이기도 하다. 특히 측핵 내 ΔFosB는 성적 보상 효과 강화에 결정적이다. 자연보상과 약물보상 간의 상호작용에 관한 연구는, 암페타민과 같은 도파민 작용 각성제와 성행위가 유사한 생물분자기전에 작용하여 측좌핵 내 ΔFosB를 유도하고, ΔFosB를 통해 매개되는 양방향성 교차감작 효과를 점한다. 이 현상이 주목할 만한 것은, 성행위, 쇼핑, 도박 등 자연보상에서의 약물유도성 강박 행동을 특징으로 보이는 도파민 조절장애 증후군이 도파민 활성화 약제를 복용한 사람에게도 관찰되었기 때문이다.
활동을 길항시키는 약물이나 치료법 등의 ΔFosB 억제제는 중독이나 중독성 장애에 효과적이다.
측좌핵 내 도파민 분비는 음식이나 성 등의 자극을 자연적으로 강화하는 식의 여러 자극을 강화하는 역할을 수행한다. 치환 도파민 신경전달(altered dopamine neurotransmission)은 중독성 상태 발달 이후에 자주 관찰된다. 중독을 보이는 사람이나 실험실 동물에게 측좌핵이나 선조체의 다른 부위 내의 도파민 신경전달 혹은 아편 신경전달의 변이가 뚜렷하다. 코카인 등의 약물 사용은 보상체계를 자극하는 콜린성 뉴런에 영향을 주고, 이로써 이 영역의 도파민 신호에도 영향을 준다.

### 보상체계

#### 중뇌피질변연경로
약물중독의 생물학적 기반을 검사할 때에 있어, 약물이 작용하는 경로와 약물이 이러한 경로를 변형시킬 수 있는 방식을 이해하는 것은 핵심이다. 중변연계경로라는 보상경로 혹은 그 확장인 중뇌피질변연경로는 뇌영역 일부의 상호작용을 특성으로 한다.
- 배쪽 피개부(VTA)로부터의 투사는 함께 자리한 시냅스후 글루탐산 수용체(co-localized postsynaptic glutamate receptor)의 도파민 뉴런 네트워크이다.(AMPA 수용체(AMPAR)와 NMDA 수용체(NMDAR)). 이러한 세포들은 보상을 가리키는 자극이 나타날 때 반응한다. 배쪽 피개부는 특정 효과뿐 아니라 학습과 민감화 발달을 지지하고, DA를 전뇌에 방출한다.[71] 또한 이 신경 세포들은 중변연계경로를 통해 측좌핵으로 투사하여 DA를 방출하며,[72] 실제로 약물 중독을 일으키는 모든 약물은 중뇌변연경로를 통한 도파민 방출을 증가신다.[73]
- 측좌핵(NAcc)은 배쪽 피개부 투사의 결과물 중 하나이다. 측핵 자체는 감마 아미노뷰티르산(GABA) 중형돌기 신경세포로 구성되어 있다.[74] 측핵은 조건화 행동(conditioned behavior)을 획득하고 유도하는 것과 연관되어 있으며, 중독 발전으로서 약물에 대한 민감도를 증가시킨다.[71] 측핵 내 ΔFosB 의 과잉발현은 모든 중독 유형에 있어 필수적인 공통인자이다.[2] ΔFosB는 정적 강화 행동의 강력한 정적 조절자이다.[2]
- 전대상피질(anterior cingulate)과 안와전두피질(orbitofrontal cortex)[75] 등의 전전두피질은 중뇌피질변연경로에서 배쪽 피개부가 투사하는 또 다른 부위이다. 이는 어느 한 행동이 유도될지 여부를 결정하는데 도움을 주는 정보의 취합에 있어 중요하다.[76] 또한 이는 약물사용의 보상경험과 주변 환경에서 보내는 단서 간의 관련성을 형성하는 데에도 중요하다. 중요한 것은 이 단서들은 약물 탐색 행동을 유발하는 강력한 매개물이며, 수개월 혹은 수년 간의 약물 사용 중지 상황에서도 이를 촉발시킨다는 것이다.[77]

중독에 관여하는 다른 뇌구조로는 다음과 같다.
- 기저측 편도(basolateral amygdala)는 측핵으로 투사하고 동기부여에 있어서도 중요하다고 여겨진다.[76]
- 해마는 학습과 기억의 역할을 수행하기에 약물중독에 관여한다. 이는 해마 내 세포 조작이 측좌핵 내 도파민 수치와 배쪽 피개부 도파민세포의 폭발 빈도를 변화시킨다는 연구를 통하여 증명된다.[72]

#### 도파민과 글루탐산의 역할
도파민은 두뇌 보상체계에 있어 주요 신경전달물질이다. 동작, 감정, 인지, 동기, 환희의 느낌을 조절하는 역할을 수행한다. 음식물 섭취는 물론 오락용 약물 복용 등의 자연보상은 도파민 방출을 야기하고, 이러한 자극들이 가지고 있는 강화의 특성과도 연관되어 있다. 거의 모든 중독성 약물들은 도파민 활동성을 고양하는 방식을 통하여 직간접적으로 두뇌 보상체계에 작용한다.
많은 종류의 중독성 약물을 과도하게 복용하면 도파민 수치가 높게 방출되는 것이 반복되면서, 도파민 수용체 활성화 고양을 통하여 보상 경로에 직접적으로 영향을 준다. 시냅스틈 내 도파민 수치가 비정상적으로 높게 지속되는 것은 뉴런경로에서의 수용체 하향조절을 유도한다. 중변연계 도파민 수용체의 하향조절은 자연적 강화체에 대한 민감도 저하를 가져올 수 있다.
약물탐색행동(drug seeking behavior)은 전전두피질에서 측핵으로의 글루탐산 투사(glutamatergic projection)를 통해 유도된다. 이는 측핵 내 AMPA 글루탐산 수용체와 글루탐산 방출의 억제를 통하여서 약물탐색행동이 차단될 수 있다는 실험결과를 통해 증명된다.

### 보상민감화
보상민감화(reward sensitization)는 뇌가 보상자극에 부여하는 보상의 양을 늘리는 과정을 말한다. (특히 동기적 현저성(incentive salience)) 간단히 말하면, 약물과 같은 특정 자극에 대한 보상민감화가 발동하면, 자극에 대한 결핍이나 욕망 및 이와 관련된 신호가 증가한다. 보상민감화는 자극에 대한 노출이 만성적으로 높을 때 흔히 발생한다. 측좌핵 내 D1-type 중형돌기 신경세포에서의 ΔFosB 유전자 발현이 약물이나 자연보상에 관여한 보상민감화를 직접적으로 양성조절한다는 것이 밝혀졌다.
중독에서 발생하는 갈망의 일종인 "단서 유도 결핍(cue-induced wanting)"이나 "단서 촉발 결핍(cue-triggered wanting)"은 중독자가 보이는 강박행동에 반응할 수 있다. 중독의 발달 동안, 중립적 비보상적 자극과 약물 사용 간의 관련성은 이러한 중립적 자극을 중독성 약물 사용의 조건적 정적강화물(conditioned positive reinforcer)로서 작용하게 하는 연합학습과정(associative learning process)을 야기한다. 즉 이러한 자극들은 약물단서(drug cue)로 기능하는 것이다. 중립적인 자극이었던 약물사용의 조건적 정적강화물은 갈망으로 모습을 드러내는 동기적 현저성에 부여된다. 동시적 현저성은 보상민감화로 인하여 병적 수준으로 높게 나타나기도 하는데, 원래 함께 병행되던 중독성 약물과 같은 일차적 강화물(primary reinforcer)로 변이될 수 있다.
자연보상과 약물보상 간의 상호작용 연구는 암페타민과 같은 도파민 각성제와 성행위는 작용하여 측핵에서 ΔFosB를 유도하고, ΔFosB를 통한 양방향성 보상교차감작효과(bidirectional reward cross-sensitization effect)를 보유하고 있는 생체분자기전(biomolecular mechanism)에 작용한다. ΔFosB의 보상감작효과와 달리, CREB 전사활동은 약물의 보상효과에 대한 민감도를 낮춘다. 측핵 내 CREB 전사는 정신적 의존이나 금단 증상에서 보이는 쾌감상실과 같은 증상에도 보인다.
G단백질 신호 조절자(regulators of G protein signaling, RGS)라는 단백질, 특히 RGS4와 RGS9-2는 보상감작을 포함한 아편감작을 조정하는데 있어서도 원인이 된다.

### 신경후성유전 기전
두뇌 보상체계에서의 유전자 발현에 대한 후성유전적 조절의 변이는 약물 중독 발달에 있어 중대하고도 복잡한 역할을 수행한다. 중독성 약물은 뉴런 내 후성유전적 변화의 세 유형과도 연관되어 있다.
1. 히스톤 변화
2. 특정 유전자나 그 인근의 CpG site에서의 DNA의 후성유전적 메틸화
3. 특정 타겟 유전자를 가지고 있는 microRNA의 후성유전적 하향조절 혹은 상향조절[65][15][88]

일례로 약물 복용 이후 측좌핵 세포에서의 유전자 수백 개가 히스톤 변화를 보이지만(특히 히스톤 잔기의 아세틸화 및 메틸화 상태로 치환된 상태에서) 대부분의 측좌핵 세포 내 유전자들은 이러한 변화를 보이지 않는다.

## 진단
정신질환 진단 및 통계 편람(Diagnostic and Statistical Manual of Mental Disorders) 제5판(DSM-5)은 약물 사용 관련 장애의 스펙트럼을 의미하는 단어로 약물사용장애(substance use disorder)를 사용한다. DSM-5는 진단 범주에서 남용(abuse)이나 중독(dependence)라는 용어를 빼고 가벼운(mild), 보통의(moderate), 심각한(severe)이라는 세 등급으로 장애의 범위를 표현하고 있다. 이러한 등급은 주어진 사례에 보이는 진단기준의 수치로 결정된다. DSM-5에서 약물중독(drug addiction)은 심각한 약물사용장애(severe substance use disorder)와 동의어이다.
DSM-5는 행동중독(behavioral addiction) 진단 범주를 새롭게 도입하였으나, 도박중독(problem gambling)만 들어가 있다. 인터넷게임장애(Internet gaming disorder)는 DSM-5에서 '추가 연구가 필요한 증상(condition requiring further study)'으로 분류되어 있다.
이전 판에서는 중독을 신체적 의존(physical dependence)과 관련 금단 증후군(withdrawal syndrome)이라는 용어를 사용하였다. 약물과 정상적 기능을 합성함으로써 신체가 적응될 때, 즉 항상성(homeostasis)을 획득할 때 신체적 의존은 발생하며, 약물 사용을 중지하면 신체적 금단 증후군(physical withdrawal symptom)이 발생한다. 내성(tolerance)은 신체가 약물에 적응하여 약물의 본 효과를 보기 위하여 점점 더 많은 양을 복용해야 하는 과정을 의미한다. 금단(withdrawal)은 신체가 의존하는 약물을 줄이거나 끊을 때 겪는 신체적 심리적 증상을 말한다. 금단 증상은 가려움, 불안, 짜증, 약물에 대한 강한 갈망, 구역질, 환각, 두통, 오한, 진전(tremor), 발작 등을 보인다.
중독 연구자들은 DSM 분류가 결점이 있고 임의적이라고 지적한다. 2013년 논문에러 미국국립정신건강연구소(United States National Institute of Mental Health)는 DSM-5의 정신질환 등급분류에 대한 비타당성을 논의하였다.
 DSM이 바이블로 여겨져 왔으나, 증상의 명명과 규정을 하는 사전집에 불과하다. DSM의 장점은 신뢰도(reliability)이다. 현장 임상 전문가들이 동일 용어를 동일한 방식으로 사용할 수 있게 한다. 약점은 타당성(validity)이 부족하다는 것이다. 허혈성 심장질환, 임파종, 에이즈 등의 정의와 달리, DSM 진단은 객관적인 실험 측정이 아닌 임상 증상들의 여러 사례에서 도출한 동의(consensus)에 기반한 것이다. 다른 병증에 있어서, 이는 흉통이나 열증에 기반한 진단 체계를 만드는 것과 동일하다고 하겠다.
중독으로 뇌구조 변화가 보인다는 점에서, MRI를 통한 비침투적 신경영상스캔(non-invasive neuroimaging scan)이 중독 진단에 유용할 것으로 보인다. 진단의 바이오마커(biomarker)로서 ΔFosB 발현은 중독 진단에 사용될 수 있지만, 두뇌 생체검사(brain biopsy)가 필요하기에 임상 진단에선 사용되지 않는다.

## 약물중독의 예
의식주등의 활동으로 기본적이고 자연적인 평안함과 욕구충족을 인간 스스로 제공하는 것은 행동과 신경정신계통의 보상회로로 알려진 도파민의 상호반응적인 역할로 행복감을 느끼고 이러한 자연적이고 생리적인 보상시스템은 행동의 강화를 통해 적절하고 유연한 삶을 지속하도록 하고있다. 그러나 약물을 남용하게 되면 이전의 자연보상시스템에서 느끼던 즐거움의 정도보다 상대적으로 더 강력한 흥분을 경험하게 되고 이것은 상대적으로 자연보상에서 느끼게되는 행복감을 심각히 저하시키며 삶이 덜 생생해지고 우울감을 더 느끼게한다. 따라서 도파민 기능을 더 강화하기 위해 더 많은 약물을 더 자주 사용하게 됨으로써 뇌는 점점 더 많은 도파민을 필요로 하게 되고 결국 중독에 빠지고 이를 극복하기 어려워지는것으로 알려져있다.

## 치료
한 보고에 의하면, 효과적인 중독 치료를 위해선, 약물기반치료나 생물학적치료로서만 하는 것을 인지행동치료(cognitive behavioral therapy, CBT), 개인심리치료 및 집단심리치료(individual and group psychotherapy), 행동수정치료(behavior-modification strategies), 12단계 프로그램(twelve-step programs), 거주형 요양시설(residential treatment facilities) 등과 같은 중독 재활 형태로 통합되어야 한다고 주장한다.

### 행동치료
약물 중독과 행동 중독에 관한 다양한 행동치료(behavioral therapy)의 효능에 관한 메타분석 보고서에서, 재발방지(relapse prevention)나 유관관리(contingency management)와 같은 인지행동치료, 동기부여면접(motivational interviewing), 커뮤니티 강화 접근(community reinforcement approach)이 적당한 효과 크기(effect size)를 보이는 효과적인 개입(intervention)임을 밝혔다. 꾸준한 에어로빅, 특히 마라톤과 같은 지구력운동이 약물중독으로 발전하는 것을 막아주며, 약물중독치료에 특히 정신자극제중독(psychostimulant addiction)에 효과적인 보조치료(adjunct treatment)가 되기도 한다. 꾸준한 에어로빅 운동은 약물중독의 위험을 자기강도의존적(magnitude-dependently)으로 다시 말해 지속적이고 강렬하게 감소시킨다. 이는 약물중독 관련 신경가소성(neuroplasticity)을 발생시키는 것으로 보인다. 한 리뷰는 선조체(striatum)나 보상체계(reward system)의 다른 부분에서 델타포스B(DeltaFosB)나 c-포스(c-Fos) 면역반응성(immunoreactivity)을 대체함으로써 약물중독으로의 발전을 막는다고 보았다. 에어로빅은 약물의 자가투여(self-administration)를 줄이고 재발 가능성을 감소시키며 선조체 도파민 수용체 D2(striatal dopamine receptor D2, DRD2) 신호(DRD2 밀도 증가)에 대한 역효과를 유도하여 몇몇 약물등급(DRD2 밀도 저하)의 증가를 통해 유도된 것으로 유도한다. 결국 꾸준한 에어로빅을 보조치료로 사용하면 치료 효과가 더 좋다.

### 약물 치료

#### 알코올 중독
알코올은 아편유사제(opioids)처럼 심각한 신체적 의존(physical dependence)을 유발하고 진전섬망(delirium tremens)과 같은 금단증상(withdrawal symptom)을 보인다. 이때문에 알코올 중독 치료는 의존과 중독을 동시에 다루는 복합적인 방법을 사용한다. 벤조디아제핀(benzodiazepin)은 금단증상과 해독(detoxification)에 가장 큰 효과를 발휘하고 있다.
약물치료에 사용되는 약으로는 아편유사제대항제(opiod antagonist)인 날트렉손(naltrexone), 디설피람(disulfiram), 아캄프로세이트(acamprosate), 토피라메이트(topiramate) 등이 있다. 이 약들은 알코올 대용제가 아니라 음주 욕구에 영향을 주는 것으로서, 직접적으로 알코올에 대한 갈망(craving)을 줄여주거나(아캄프로세이트, 토피라메이트) 음주시 불쾌한 느낌을 유발하는(디설피람) 작용을 한다. 러한 약물들은 치료가 꾸준히 진행되면 효과가 있지만, 과도한 부작용으로 환자가 사용을 중단하거나 복용을 잊는 경우 복약순응도(drug compliance)에 문제가 생길 수 있다. 의료 근거를 지공하는 영국의 비영리단체인 코크란(Cochrane Collaboration)의 보고에 의하면, 아편유사제대항제인 날트렉손이 치료 종결 후에도 3-12개월간 효과가 지속되어서 알코올 중독 치료에 효과가 있다는 것을 입증해 왔다고 전한다.

#### 행동 중독
행동중독(behavioral addiction)은 치료 가능한 증상이다. 치료 옵션에는 심리치료(psychotherapy)와 정신질환약물치료(psychopharmacotherapy)가 있으며 양쪽을 혼용하기도 한다. 행동 중독에서 흔히 사용되어온 치료법은 인지행동치료이다. 이는 강박행동(compulsive behavior)을 촉발하는 행동패턴을 규명하고 건강한 행동을 증진하기 위하여 일상을 변화시키는 것에 초점을 맞춘다. 인지행동치료(cognitive behavioral therapy, CBT)는 단기치료에 해당하기에 치료 회기는 보통 5-20번 정도이다. 치료 회기동안 치료사는 문제가 무엇인지를 규명하고, 문제가 발생할 때 나타나는 사고를 알아차리고, 부정적이거나 잘못된 생각을 규명하고, 이러한 부정적이거나 잘못된 생각을 다른 생각으로 고치는 과정을 환자에게 유도한다. 인지행동치료가 행동 중독을 고치지 않더라도 건강한 장식으로 증상에 대처하는 것에 도움을 준다. 현재까지 행동 중독 치료를 위해 승인된 약은 없지만 일부 약물중독 치료약이 특정 행동 중독에 효과가 있음이 밝혀졌다. 행동 중독과는 무관한 정신장애라도 통제되어야 하고, 행동 중독을 유발하는 기여요인들과 구분되어야 한다.

#### 카나비노이드중독
2010년까진 대마초의 화학성분인 카나비노이드(cannabinoid)의 중독에 대한 효과적인 약물치료는 없었다. 2013년 카나비노이드중독 관련 보고서에서는, 아레스틴 베타2(β-arrestin 2) 신호와의 상호작용을 감소시킨 CB1 수용체 작용제(CB1 receptor agonist)의 발달이 치료에 유용하다고 하였다.

#### 니코틴중독
니코틴중독 치료에서도 약물중독치료가 널리 사용되어 왔다. 치료에는 니코틴 대체치료법(nicotine replacement therapy), 니코틴수용체대항제(nicotinic receptor antagonist), 니코틴 수용체 부분작용제(nicotinic receptor partial agonist)를 사용한다. 니코틴 수용체에 작용하여 니코틴중독 치료에 사용되어온 약물은 부프로피온(bupropion)과 같은 대항제나 바레니클린(varenicline)과 같은 부분작용제가 있다.

#### 아편유사제중독
아편유사제(opioid)는 신체의존을 유발하기에 아편유사제중독 치료는 중독과 의존을 모두 다룬다. 신체의존은 부프레노르핀/날록손(Buprenorphine/naloxone, 제품명 서복손suboxone), 부프레노르핀(Buprenorphine, 제품명 수버텍스subutex), 메타돈(methadone) 등이 대체약물(replacement drug)로 사용된다. 비록 이러한 약물들은 신체의존을 계속 유지시키지만, 이러한 아편유지치료법(opiate maintenance)의 목적은 고통과 갈망(craving)을 모두 통제하는 수단을 제공하려는 것이다. 대체약물 사용은 중독자가 정상적으로 기능하는 능력을 증대시키고 규제약물(controlled substance)을 불법으로 입수하는 경로를 없앤다. 처방 복용량이 일정해지면 치료는 유지 혹은 감소 단계로 접어든다. 미국에서 아편대체약물치료는 메타돈클리닉(methadone clinic)에서 제한 사용되고 있고, DATA 2000 법률 제정 하에 엄격히 규제되고 있다. 일부 국가에서는, 디하이드로코데인(dihydrocodeine)이나 디하이드로에토핀(dihydroetorphine), 심지어 헤로인(heroin)과 같은 아편유도제(opioid derivative)들이 환자 개인의 필요에 따라 각각 알맞게 처방되는 형태로 불법 구매 아편을 대체하는 약물로 사용된다. 바클로펜(baclofen)은 정신자극제(stimulant), 알코올, 아편에 대한 갈망을 줄이고 알코올 금단증상을 경감시키는 데에도 효과를 보여왔다. 바클로펜 치료 이후, 많은 환자들이 아코올이나 코카인에 무관심해졌다고 진술한다. 아편해독과 과다투여로 인한 사망률 간의 상관관계를 연구한 경우도 있다.

#### 정신자극제중독
2014년까지는 정신자극제중독(psychostimulant addiction)에 관한 효과적인 악물치료가 없었다. 2015년, 2016년, 2018년 보고서에서는 TAAR1-선택적 작용제(TAAR1-selective agonist)가 정신자극제중독 치료제로서 상당한 가능성이 있다는 것이 지적되었다. 그러나 2018년까지, TAAR1-선택적 작용제로서 기능하는 화합물은 승인되지 않은 시약(experimental drug) 단계에 머무르고 있다.

## 병인
문화적 다양성에 의하여, 특정 기간 내에 약물중독이나 행동중독으로 발전하는 사람들의 비중이 국가마다 연령별 사회경제적 지위에 따라 다양해지고 있다.

### 아시아
알코올의존증(alcohol dependence)은 다른 지역만큼 높진 않다. 사회경제적 요인뿐 아니라 생물학적 요인이 음주 행위에 영향을 준다.
스마트폰 보유 비중을 살펴보면 전체 62%인데, 중국 41%, 한국 82%에 해당한다. 온라인게임 참여 비중을 살펴보면 중국 11%, 일본 39%에 달한다. 홍콩은 청소년 인터넷 초과 사용 비중이 68%로 가장 높다. 인터넷중독장애(Internet addiction disorder)는 필리핀에서 가장 높아, IAT(Internet Addiction Test) 5%, CIAS-R(Revised Chen Internet Addiction Scale) 21%에 달하였다.

### 호주
2009년 약물남용장애 비중이 5.1%에 이르렀다.

### 유럽
2015년 성인인구 18.4%에서 심각한 과거 30일동안의 단편적 알코올사용(episodic alcohol use)을 보였다. 15.2%는 일상 흡연자였다. 2017년 대마초흡연자는 3.8%, 암페타민사용자는 0.77%, 아편사용자는 0.37% 코카인사용자는 0.35%였다. 알코올 및 불법약물 사용으로 인한 사망율은 동유럽에서 가장 높았다.

### 미국
2011년 미국 청소년 대표표본(representative sample)에서, 알코올 및 불법약물 중독의 평생유병률(lifetime prevalence)은 각각 8%와 2-3%로 추정되었다. 2011년 미국 성인 인구 대표표본에서 알코올 및 불법약물중독의 12개월 유병률(12 month prevalence)은 각각 12%와 2–3%로 추정되었다. 최근 처방약 평생유병률은 약 4.7%이다.
2016년, 2,200만명 미국 국민은 알코올, 니코틴 등이 중독 치료가 필요한 실정이다. 약 10% 혹은 200만 정도만이 약물 치료를 받고 있으며, 근거중심치료(evidence-based care)는 받지 않고 있다. 미국 내 입원비용의 1/3과 사망자 중 20%는 치료를 받지 못하거나 위험한 약물 사용으로 인하여 발생한 것이다. 당뇨나 항암 치료 비용보다도 더 큰 비용이 발생함에도 불구하고, 미국 내 의사 대부분은 약물중독 치료를 적절히 대응할 능력이 부족하다.
행동중독으로 인한 평생유병률은, 강박적 도박 1–2%, 성중독 5%, 음식중독 2.8%, 강박적 쇼핑 5–6%에 해당한다. 한 체계적 리뷰(systematic review)에 의하면, 성중독이나 강박적 성행위의 시불변 유병률(time-invariant prevalence rate)은 미국 전체 인구의 3–6%에 해당한다.
Pew Research Center가 수행한 2017년 여론조사에 의하면, 미국 성인 절반 정도가 약물중독에 시달리고 있는 가족이나 친구를 알고 있다고 보고하였다.
2019년 아편중독(opioid addiction)이 전 미국 내 위기로 인지되었다.

### 남미
병인학적 발견에 국한시켰을 경우, 라틴아메리카의 아편 사용 및 남용 실태는 거짓일 수 있다. 유엔 마약 범죄 사무소(United Nations Office on Drugs and Crime) 보고서에,세계 모르핀과 헤로인 생산량이 전세계 3%, 아편은 0.001%에 해당하지만, 사용량은 동등하지 않다. 전미대륙약물남용통제위원회(Inter-American Commission on Drug Abuse Control)에 의하면, 콜롬비아는 최대 아편 생산국이지만, 헤로인 사용은 라틴아메리카 국가 대부분에서 사용률이 낮다. 미국과 국경을 접한 멕시코는 사용률이 가장 높다.

## 성격 이론
중독에 관항 성격 이론(Personality theories of addiction)은 성격특성(personality trait)이나 사고 방식 즉 정동 상태(affective state)와 중독을 일으키는 성향(proclivity)과의 연관을 시키는 심리학적 모델이다. 데이터분석(Data analysis)은 약물복용자와 일반인 간의 심리적 내력이 상당히 다르며, 각기 다른 약물을 사용하는 심리학적 소인도 각각 다르다는 것을 보여준다. 심리학 문헌에서 제안된 중독 위험으로는, 정적 부적 심리학적 정서(positive and negative psychological affect)의 정동 조절장애 모델(affect dysregulation model), 충동성(impulsiveness)과 행동억제(behavioral inhibition)의 강화민감도이론모델(reinforcement sensitivity theory model), 보상민감화(reward sensitization)와 충동성의 충동모델(impulsivity model)이 있다.

## 같이 보기
- 약물의존증
  - 대마초 의존증
  - 마약 의존증
  - 알코올 의존증
  - 카페인 의존증
  - 코카인 의존증
- 행동 중독
  - 병적 도박
  - 비디오 게임 탐닉
  - 성 의존증
  - 인터넷 과의존
  - 일중독증
  - 충동구매장애
  - 텔레비전 탐닉
  - 포르노그래피 탐닉
  - 휴대 전화 탐닉

- 내성 (약물)
- 탐닉성 행동